# Bukova Greda
Bukova Greda su naseljeno mjesto u sastavu općine Orašje, Federacija Bosne i Hercegovine, BiH. Istočno od sela teče rijeka Briježnica. Okružuju ga dva naseljena mjesta Tolisa i Bok.

## Stanovništvo
| Bukova Greda       |      |              |
| godina popisa      | 2013 | 1991.        |
| Hrvati             | 129  | 135 (44,12%) |
| Srbi               | 3    | 163 (53,27%) |
| Muslimani          | 0    | 0            |
| Jugoslaveni        | -    | 5 (1,63%)    |
| ostali i nepoznato | 2    | 3 (0,98%)    |
| ukupno             | 134  | 306          |